# 阿卡羅斯波拉峰
86°21′S 148°28′W / 86.350°S 148.467°W
阿卡羅斯波拉峰（英語：Acarospora Peak）是南極洲的山峰，位於瑪麗伯德地，處於沃森海崖西南端，美國地質調查局根據測量和美國海軍拍攝的空中照片繪入地圖，現時由南極條約體系管理。